# Ketty Rouf
Ketty Rouf, née à Trieste en 1970, est une romancière italienne vivant en France et d’expression française.

## Biographie
Ketty Rouf est née à Trieste en 1970. Après une maîtrise de philosophie, elle s’établit à Paris pour poursuivre ses études, et travaille sous la direction de Paul Ricœur. Elle suit des cours de danse classique, travaille pour l’Éducation Nationale, puis  choisit de donner des cours d’italien pour adultes, et de travailler comme traductrice et interprète.
En 2020, à 50 ans, elle publie un  premier roman, On ne touche pas, aux éditions Albin Michel. Le roman est consacré à une jeune femme fonctionnaire et professeur de philosophie le jour, strip-teaseuse la nuit. L’oeuvre se voit attribuer le prix du premier roman 2020.
En 2024, elle publie un deuxième roman, Mère absolument, un récit sur la quarantaine et la recherche d’une maternité, une réflexion aussi, qui se refuse à toute concession, sur le pouvoir maternel.

## Publications
- 2020 : On ne touche pas, Albin Michel
- 2024 : Mère absolument, Albin Michel